# Вршаевич, Авдия
А́вдия Врша́евич (босн. Avdija Vršajević; род. 6 марта 1986, Тешань, Босния и Герцеговина) — бывший боснийский футболист, защитник.

## Клубная карьера
Первый профессиональный клуб Вршаевича — НК ТОШК Тесань. В нём он провёл сезон 2003/04, после чего перешёл в столичный «Железничар». Проведя там только один сезон, Авдия перешёл в другой, боснийский клуб «Челик». В «Челике», Вршаевич провёл 2 сезона, как за основную команду, так и за дубль. Из «Челика», Авдия перешёл в столичный клуб Чехии, «Спарту», но не сыграл ни одного матча. За время контракта со «Спартой», Вршаевич побывал в аренде, у двоих клубов — «Кладно» и «Татран». С последним он заключил контракт и сыграл с 2009 по 2011 года, сыграв 60 матчей и забив 3 гола. В «Татране» он играл и на позиции правого защитника, и на позиции правого полузащитника. Авдия, в 2011 году, на один сезон вернулся в «Челик». За него сыграл 21 матч. После окончания контракта, Вршаевич перешёл в хорватский «Хайдук» (Сплит). Дебют за «Хайдук» состоялся 22 июля матчем, в гостях, против «Истры» (0:0). В июне 2015 Вршаевич и «Хайдук» по обоюдному согласию расторгли контракт. 18 июля Авдия перешёл в турецкий «Османлыспор». Спустя три года он подписал двухлетний контракт с командой «Акхисар Беледиеспор». Дебютировал за новый клуб он в матче Суперкубка Турции против «Галатасарая».

## Голы за сборную
| #  | Дата          | Место                        | Соперник  | Счет | Результат | Турнир                  |
| -- | ------------- | ---------------------------- | --------- | ---- | --------- | ----------------------- |
| 1. | 25 июня 2014  | Фонте-Нова, Салвадор         | Иран      | 3-1  | 3-1       | ЧМ 2014                 |
| 2. | 25 марта 2017 | Зеница, Босния и Герцеговина | Гибралтар | 3-0  | 5-0       | Квалификация на ЧМ 2018 |